# قانون أهداف خارج الأرض
الهدف الاعتباري في مباريات كرة القدم التي تقام بنظام الذهاب والإياب إذا تعادل فريقان في مجموع اللقائين كالتالي:
- مثلا: إذا فاز الفريق أ على فريق ب على ملعب أ 2 - 1 وفاز فريق ب على فريق أ على ملعب ب 1 - 0 هنا يتعادل الفريقان في مجموع اللقائين 2 - 2. ففي هذه الحالة تعطي قاعدة قانون أهداف خارج القواعد الأفضلية للفريق ب في التأهل وذلك لتمكنه من إحراز هدف على ملعب أ بينما لم يتمكن أ من إحراز أهداف على ملعب ب.[1][2][3]
- مثال آخر: إذا تعادل فريقان ذهابا 1 - 1 وإيابا 2 - 2 يتأهل الفريق الذي أحرز هدفين خارج ملعبه طبقا لقاعدة قانون أهداف خارج القواعد.
- الخلاصة أنه إذا تعادل فريقان في مجموع لقائي الذهاب والإياب تعطي قاعدة قانون أهداف خارج الديار الأفضلية للفريق صاحب العدد الأكبر من الأهداف خارج ملعبه للتأهل والفوز.
- عادة ما تطبق هذه القاعدة في البطولات القارية للأندية، كما تطبق في بعض الاتحادات الدولية في تصفيات مسابقة كأس العالم.

تلغي بعض اتحادات كرة القدم قاعدة (قانون أهداف خارج الديار) في حال الوصول إلى الأشواط الإضافية
فمثلاً لو فاز فريق (أ) على فريق (ب) في مباراة الذهاب 2-0، وفي مباراة الإياب فاز فريق (ب) على فريق (أ) بذات النتيجة 2-0 يحتكمون إلى الأشواط الإضافية التي تعدّ مباراة جديدة بدون الأخذ بعين الاعتبار أن المباراة على أرض أيّ من الفريقين، ويعتمد هذه القاعدة الاتحاد الآسيوي لكرة القدم، ففي دور ربع النهائي من دوري أبطال آسيا 2010، فاز نادي الهلال السعودي على ضيفه نادي الغرّافة القطري 3-0، وفي مباراة الإياب، فاز نادي الغرافة بذات النتيجة 3-0، فصار مجموع أهداف الفريقين 3-3 واحتكما إلى الأشواط الإضافيّة، عندها وجب على الهلال التقدم على الغرافة بعدد الأهداف المسجلة خلال الأشواط الإضافيّة، ولن ينظر إلى كون أهداف الهلال سجّلت على أرض الخصم في حال تعادل الفريقين خلال الأشواط الإضافيّة. فبعد تسجيل الغرّافة لهدف التقدم في الشوط الإضافي الأول، وجب على الهلال الحصول على هدفين ليكسب المباراة المقامة على أرض الغرافة. بينما كان سيكفيه التعادل للفوز بالمباراة طبقًا لأنظمة دوري أبطال أوروبا، الدوري الأوروبي، وكأس رابطة الأندية الإنجليزيّة المحترفة حيث تراعى أفضليّة تسجيل الهدف خارج القواعد في الأشواط الإضافيّة.